# Rei Sakamoto
Rei Sakamoto (Nagoya, 24 de junio de 2006) es un tenista profesional japonés.

## Trayectoria
Con 18 años y cinco meses, Sakamoto ganó su primer título en el Challenger de Yokkaichi 2024, convirtiéndose en el segundo campeón japonés más joven, después de Kei Nishikori, en alzar un trofeo ATP Challenger en la historia.

## Títulos ATP Challenger (1; 1+0)

### Individuales (1)
| N.° | Fecha                  | Torneo                  | Superficie | Oponente en la final | Resultado     |
| --- | ---------------------- | ----------------------- | ---------- | -------------------- | ------------- |
| 1.  | 1 de diciembre de 2024 | Challenger de Yokkaichi | Dura       | Christoph Negritu    | 1-6, 6-3, 6-4 |